# Коле деле Пјетре (Кјети)
Коле деле Пјетре (итал. Colle delle Pietre) је насеље у Италији у округу Кјети, региону Абруцо.
Према процени из 2011. у насељу је живело 346 становника. Насеље се налази на надморској висини од 114 м.